# Vîdno-Sofiivka, Krasnodon
Vîdno-Sofiivka (în ucraineană Видно-Софіївка) este un sat în comuna Valievka din raionul Krasnodon, regiunea Luhansk, Ucraina.

## Demografie
Componența lingvistică a localității Vîdno-Sofiivka
     Rusă (72,58%)
     Ucraineană (27,42%)
Conform recensământului din 2001, majoritatea populației localității Vîdno-Sofiivka era vorbitoare de rusă (72,58%), existând în minoritate și vorbitori de ucraineană (27,42%).